# 몽꿋
몽꿋(태국어: มงกุฎ, Mongkut, 1804년 10월 18일~1868년 10월 1일)는 몽꿋 왕으로 알려진 태국의 짜끄리 왕조의 네 번째 군주이다. 라마 4세로 정식 명칭은 프라밧솜뎃 프라뽀라민타라 마하몽꿋 프라쫌끌라오 짜오유후아(태국어: พระบาทสมเด็จพระปรเมนทรมหามงกุฎฯ พระจอมเกล้าเจ้าอยู่หัว)이며, 재위 기간은 1851년에서 1868년까지이며, 태국의 가장 존경 받는 왕 중의 하나이다.
1946년 영화 안나 레오노웬즈가 6년 간의 궁중 생활 이후에 쓴 〈안나와 시암의 왕〉이라는 영화를 바탕으로 한 《왕과 나》라는 연극은 외국에도 잘 알려져 있다.
그의 통치기간에 서양 제국주의의 압력이 최초로 시암에 밀려들어 왔다. 서양의 개혁을 포용했고, 기술과 농업 분야에서 시암의 현대화를 시작했다. 그의 묘비명에 있는 “시암의 과학과 기술의 아버지”라는 것도 바로 이런 이유 때문이다.
몽꿋 왕은 또한 그의 형제 추따마니 왕자와의 약속으로도 알려져 있다. 추따마니는 1851년 삔끌라오 왕으로 즉위를 했다. 몽꿋 왕 자신은 삔끌라오가 그 자신과 같이 존경을 받을 것이라고 확신했다. 몽꿋의 통치는 또한 분낙 가문의 권력이 절정에 달한 시기이기도 하였다.

## 어린 시절
몽꿋은 1804년 톤부리 왕궁에서 짜끄리 왕조의 최초의 왕인 붓다 요드파 출라로께의 아들인 ‘이사라순드혼 왕자’와 분레오드 공주와의 사이에서 둘째 아들로 태어났다. 이후 1808년 그의 동생 ‘춧따마니 왕자’가 태어났다. 1809년 그의 부모인 이사라순드혼 왕자가 붓다 르딸라 납할라이로 즉위하였다. 그 당시 왕자는 아홉살이었고, 그들 모두 왕궁으로 옮겨갔다.

## 가족 관계

### 조부모와 부모
- 조부 : 시암 라마 1세국왕
- 조모 : 아마린트라왕후
- 부친 : 시암 라마 2세국왕
- 모친 : 스리수리앤트라왕후

### 남동생
1. ?왕자
2. 삔크라오이왕

### 왕후
1. 소마낫왓타나와디왕후 – 라마 3세 손녀
2. 텝시린트라왕후 – 라마 3세 손녀
3. 판나라이옹주 – 라마 3세 손녀
4. 삐야마와디대후

### 후궁
1. 끄린후궁
2. 껫후궁
3. 께우후궁
4. 키안후궁
5. 잔후궁
6. 춤후궁
7. 쳉후궁
8. 두앙캄후궁 – 비엔티안 아누웡국왕 손녀
9. 따랍후궁
10. 티앙후궁
11. 너이후궁 – 딱신 손녀
12. 부아후궁 – 딱신 손녀
13. 픙후궁
14. 품후궁 – 딱신 증손
15. 펭후궁
16. 패후궁
17. 마라이후궁
18. 왓후궁
19. 상왈후궁 – 딱신 증손
20. 삼리후궁
21. 순후궁
22. 생후궁 – 텅디상왕 현손
23. 룬후궁
24. 후앙후궁
25. 와후궁
26. 훈후궁
27. 헴후궁
28. 못후궁
29. 임후궁
30. 엠후궁
31. 이암후궁
32. 끄린후궁 – 딱신 손녀
33. 끄립후궁
34. 끄립후궁 – 이혼
35. 깜폿라차수다두앙후궁 – 캄보디아 노로돔국왕 왕녀
36. 꾸랍후궁 – 딱신 증손
37. 꾸랍후궁
38. 껫후궁
39. 껫후궁
40. 키안후궁 – 딱신 증손
41. 젬후궁 – 이혼
42. 잡후궁 – 딱신 증손
43. 처이후궁
44. 땃후궁 – 이훈
45. 텅디후궁
46. 탑팀후궁 – 딱신 증손
47. 탑팀후궁
48. 탑팀후궁
49. 탑팀후궁
50. 팁후궁
51. 누안후궁
52. 분낙후궁
53. 쁘라툼후궁 – 비엔티안 아누웡국왕 왕녀
54. 쁘릭후궁 – 이훈
55. 쁘리안후궁
56. 빠우후궁 – 딱신 증손
57. 프악후궁 – 이훈
58. 프럼후궁
59. 낙프러이후궁 – 캄보디아 노로돔국왕 왕녀
60. 판후궁 – 이훈
61. 품후궁 – 이훈
62. 룬후궁
63. 렉후궁
64. 리암후궁 – 텅디상왕 현손 – 이훈
65. 리암후궁 – 이훈
66. 완후궁
67. 왓후궁
68. 상왈후궁
69. 사라피후궁 – 이훈
70. 수비아후궁 – 리야우 무하맛 2세국왕 왕녀
71. 사이암후궁
72. 생후궁
73. 누치후궁 – 딱신 증손
74. 누숫후궁
75. 훈후궁 – 이훈
76. 리암후궁
77. 아운후궁
78. 아란후궁
79. 암판후궁 – 딱신 증손
80. 임후궁 – 딱신 증손
81. 임후궁
82. 이암후궁

### 왕자
- 장남 : 마헤수안시와위랏공 놉파웡대군 (1823년 ~ 1867년)
- 차남 : 위사누낫니파털공 수쁘라딧대군 (1824년 ~ 1862년)
- 3남 : 탁시나왓대군 (1852년 ~ 1854년)
- 4남 : 소마낫왕자 (1852년 ~ 1852년)
- 5남 : 피닛쁘라차낫공 쭐랄롱꼰왕자 (1853년 ~ 1910년) – 제5대 국왕 라마 5세
- 6남 : 사웻워라랍대군 (1854년 ~ 1856년)
- 7남 : 댕대군 (1855년 ~ 1855년)
- 8남 : 끄릿사다피니할대군 (1855년 ~ 1925년) – 나렛워라릿공
- 9남 : 싸름락사나릇대군 (1855년 ~ 1857년)
- 10남 : 캇카낭카유콜대군 (1855년 ~ 1910년) – 피칫쁘리차컬공
- 11남 : 숙사왓디대군 (1856년 ~ 1925년) – 아디설우돔뎃공
- 12남 : 타위타왈야랍대군 (1856년 ~ 1897년) – 푸타렛탐롱삭공
- 13남 : 텅껑껀야이대군 (1856년 ~ 1925년) – 쁘라작실라빠콤공
- 14남 : 까셈산소팍대군 (1856년 ~ 1925년) – 프럼와라누락공
- 15남 : 까마랏르산대군 (1856년 ~ 1931년) – 랏차삭사모설공
- 16남 : 자뚜론랏사미왕자 (1857년 ~ 1900년) – 작끄라팟디퐁공
- 17남 : 우나깐아난따너라차이대군 (1857년 ~ 1874년)
- 18남 : 까셈스리수파욕대군 (1857년 ~ 1916년) – 티와껄웡쁘라왓공
- 19남 : 스리싯티통차이대군 (1857년 ~ 1911년) – 시리탓차상깟공
- 20남 : 텅템타왈야웡대군 (1857년 ~ 1919년) – 삽파삿수파낏공
- 21남 : 춤폴솜폿대군 (1857년 ~ 1922년) – 삽파싯티쁘라송공
- 22남 : 깝까녹랏대군 (1857년 ~ 1879년)
- 23남 : 테완우타이웡대군 (1857년 ~ 1923년) – 테와웡와로쁘라깔공
- 24남 : 파누랑스리사왕웡왕자 (1860년 ~ 1928년) – 파누판투웡워라뎃공
- 25남 : 마눗사야낙마놉대군 (1860년 ~ 1921년) – 와치라얀와로롯승왕
- 26남 : 자른룽라시대군 (1860년 ~ 1865년)
- 27남 : 사왓디쁘라왓대군 (1860년 ~ 1915년) – 솜못아멀판공
- 28남 : 잔타라탓주타탈대군 (1860년 ~ 1932년) – 위윗완나쁘리차공
- 29남 : 차이야누칫대군 (1860년 ~ 1936년) – 퐁사디설마힙공
- 30남 : 워라완나껄대군 (1861년 ~ 1931년) – 나라팁쁘라판퐁공
- 31남 : 디사워라꾸말대군 (1862년 ~ 1943년) – 담롱라차누팝공
- 32남 : 스리사우와팡대군 (1862년 ~ 1889년) – 푸발버리락공
- 33남 : 소나반딧대군 (1863년 ~ 1913년) – 핏타야랍픗티타다공
- 34남 : 짓자르안왕자 (1863년 ~ 1947년) – 나리사라누왓띠웡공
- 35남 : 왓타나누웡대군 (1863년 ~ 1923년) – 마루퐁시리팟공
- 36남 : 담롱릿대군 (1865년 ~ 1867년)
- 37남 : 자룬릿티뎃대군 (1865년 ~ 1865년)
- 38남 : 사왓디소폰대군 (1865년 ~ 1935년) – 사왓디왓다나위싯공
- 39남 : 차이얀따몽콜대군 (1866년 ~ 1907년) – 마히설라차하르타이공

### 왕녀
- 장녀 : 잉야우와락옹주 (1852년 ~ 1886년) – 왕실 지위에서 제거됨
- 차녀 : 탁신나차옹주 (1852년 ~ 1906년) – 라마 5세 옹주배우자
- 3녀 : 소마와디옹주 (1852년 ~ 1931년) – 사멀라따나시리쳇공여
- 4녀 : ?옹주 (1853년 ~ 1853년)
- 5녀 : 스리팟타나옹주 (1853년 ~ 1873년)
- 6녀 : 쁘라팟설옹주 (1854년 ~ 1926년)
- 7녀 : 팍피몰판옹주 (1854년 ~ 1906년)
- 8녀 : 만야파털옹주 (1854년 ~ 1885년)
- 9녀 : 잔털몬톨공주 (1855년 ~ 1863년) – 위숫티끄라삿공여
- 10녀 : 스리낙사왓옹주 (1855년 ~ 1913년)
- 11녀 : 깐니가께우공주 (1855년 ~ 1882년) – 캇띠야깔라야공여
- 12녀 : ?옹주 (1856년 ~ 1856년)
- 13녀 : 키아우옹주 (1857년 ~ 1857년)
- 14녀 : 사므사마이한사옹주 (1857년 ~ 1874년)
- 15녀 : 아농놉파쿤옹주 (1857년 ~ 1884년)
- 16녀 : 까녹와나레카옹주 (1857년 ~ 1918년)
- 17녀 : 아룬와디옹주 (1858년 ~ 1933년)
- 18녀 : 와니라따나깔야옹주 (1858년 ~ 1936년)
- 19녀 : 몰타놉파랏옹주 (1858년 ~ 1861년)
- 20녀 : 어라타이텝파깔야옹주 (1859년 ~ 1906년)
- 21녀 : ?옹주 (1859년 ~ 1859년)
- 22녀 : 붓사봉븍반옹주 (1860년 ~ 1876년)
- 23녀 : 수난타꾸마라랏옹주 (1860년 ~ 1880년) – 라마 5세 왕후
- 24녀 : 수쿠말마라스리옹주 (1861년 ~ 1927년) – 라마 5세 왕후
- 25녀 : 나리라따나옹주 (1861년 ~ 1925년)
- 26녀 : 반좁벤자마옹주 (1861년 ~ 1892년)
- 27녀 : 농크란우돔디옹주 (1802년 ~ 1931년)
- 28녀 : 사왕왓타나옹주 (1862년 ~ 1955년) – 라마 5세 왕후
- 29녀 : 깐자나껄옹주 (1863년 ~ 1932년)
- 30녀 : 붓사반부아판옹주 (1863년 ~ 1939년)
- 31녀 : 사우와파펑스리옹주 (1864년 ~ 1919년) – 라마 5세 왕후
- 32녀 : 캐카이두앙옹주 (1864년 ~ 1929년)
- 33녀 : 나파펄쁘라파옹주 (1864년 ~ 1958년) – 팁파랏끼릿꾸리니공여
- 34녀 : 쁘라산스리사이옹주 (1865년 ~ 1907년)
- 35녀 : 쁘라팔랏사미옹주 (1865년 ~ 1903년)
- 36녀 : 사우와팍판옹주 (1865년 ~ 1895년)
- 37녀 : 쁘라딧타사리옹주 (1865년 ~ 1962년)
- 38녀 : 푸앙서이사앙옹주 (1866년 ~ 1950년)
- 39녀 : 쁘라파이스리사앗옹주 (1867년 ~ 1910년)
- 40녀 : ?옹주 (1867년 ~ 1867년)
- 41녀 : 풋타쁘라딧타옹주 (1868년 ~ 1871년)
- 42녀 : ?옹주 (1868년 ~ 1868년)
- 43녀 : 자르안까몰숙사왓옹주 (1869년 ~ 1874년)